# Янко Мустаков (кмет)
Вижте пояснителната страница за други личности с името Янко Мустаков.
Янко Мустаков е български политик, кмет на Варна (1935 – 1943) и Скопие (1941).

## Биография
Роден е в Добрич на 18 октомври 1891 година. Завършва гимназия във Варна и строително инженерство в Грац, Австрия през 1923 г.
След дипломирането си работи по своята професия като началник на строителни обекти в София, Шумен и Варна. След това е директор на новостроящия се водопровод „Батовата – Варна“.
В периода 1935 – 1943 година е кмет на Варна. По негово време се обновява Морската градина, откриват се градски автолинии, довършва се строежът на водопровода „Батовата – Варна“ и електрическата централа.
През 1941 година Янко Мустаков е командирован в новоосвободените земи и назначен за кмет на Скопие.
През 1943 година се установява в Самоков, а след това заминава за София. Там умира на 26 декември 1955 година.